# Palau Nacional (Barcelona)
El Palau Nacional és un edifici de l'Exposició Internacional de 1929 a la muntanya de Montjuïc, catalogat com a bé cultural d'interès nacional. Obra d'Eugenio Cendoya i Enric Catà, sota la supervisió de Pere Domènech i Roura, fou construït entre el 1926 i el 1929 com a seu principal de l'Exposició Internacional de Barcelona, amb més de 5.000 obres procedents de tot l'Estat. En la decoració —d'estil noucentista, contràriament al classicisme de l'obra arquitectònica—, intervingueren diversos artistes, com els escultors Enric Casanovas, Josep Dunyach, Frederic Marès i Josep Llimona, i els pintors Francesc d'Assís Galí, Josep de Togores, Manuel Humbert, Josep Obiols, Joan Colom i Francesc Labarta. Des del 1934 acull el Museu Nacional d'Art de Catalunya. Entre 1996 i 2004, va patir una ampliació a càrrec de Gae Aulenti, Enric Steegman, Josep Benedito i Agustí Obiol per a crear més espais per encabir totes les obres de la col·lecció.

## Història

### Primers projectes

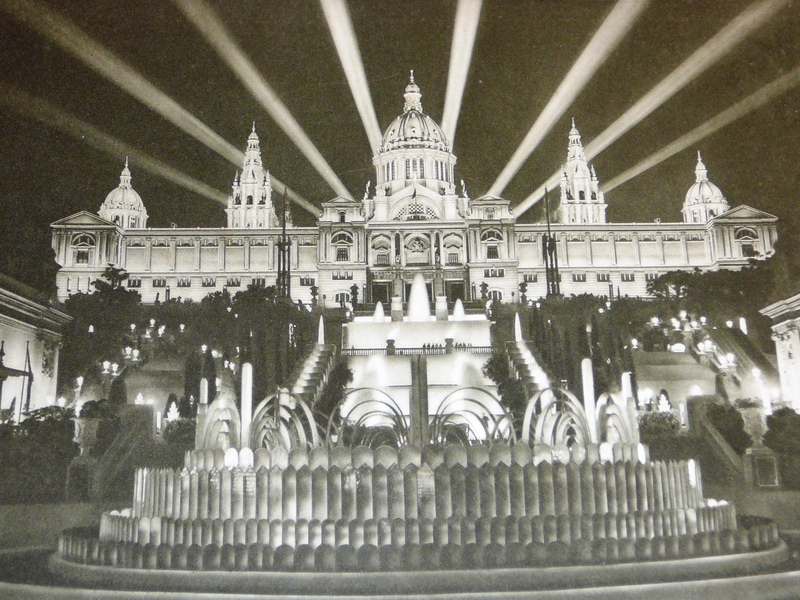
Vista del Palau Nacional durant la inauguració de l'Exposició Internacional de Barcelona de 1929

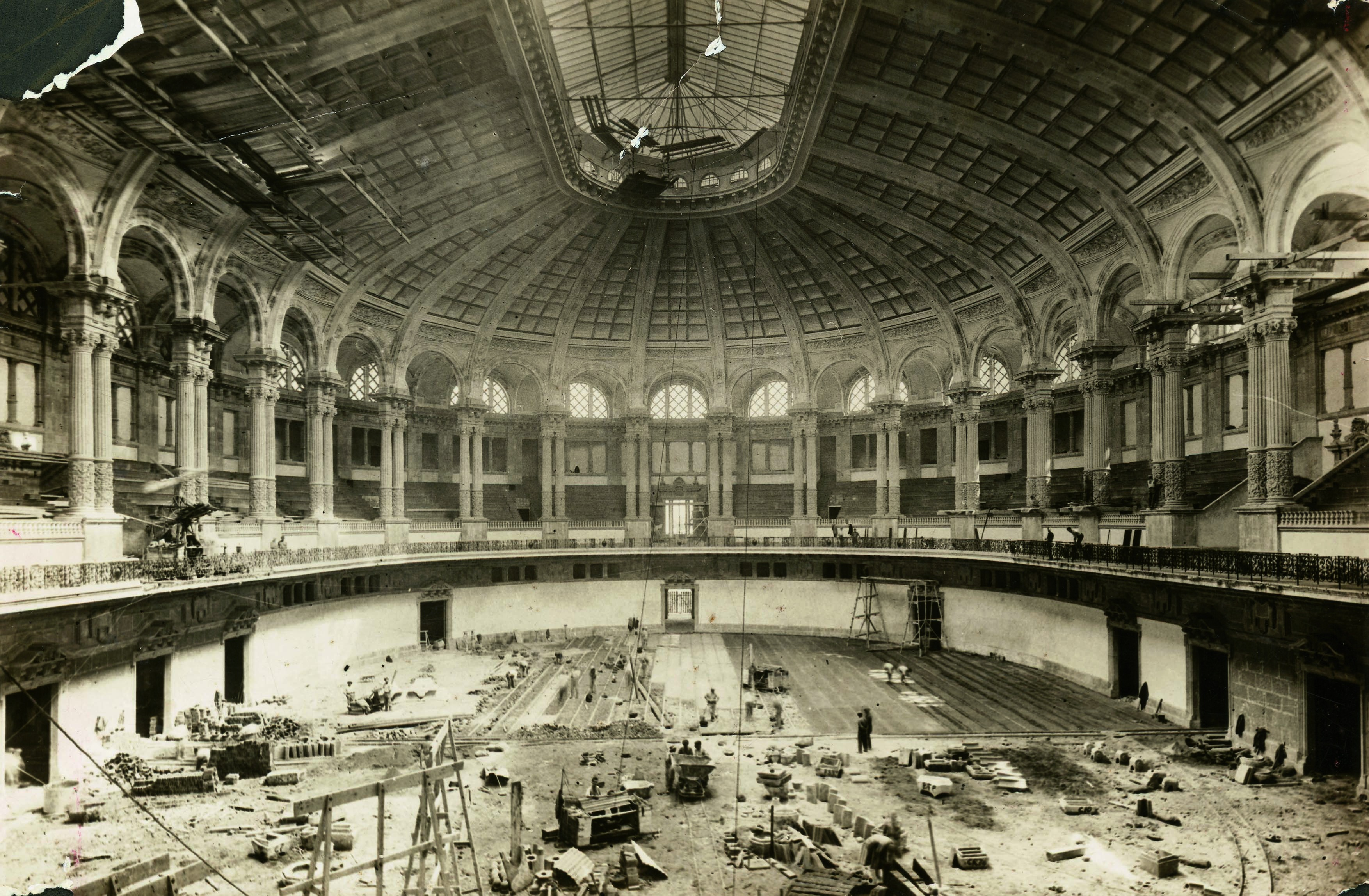
Construcció de la Sala Oval (1926-1929)

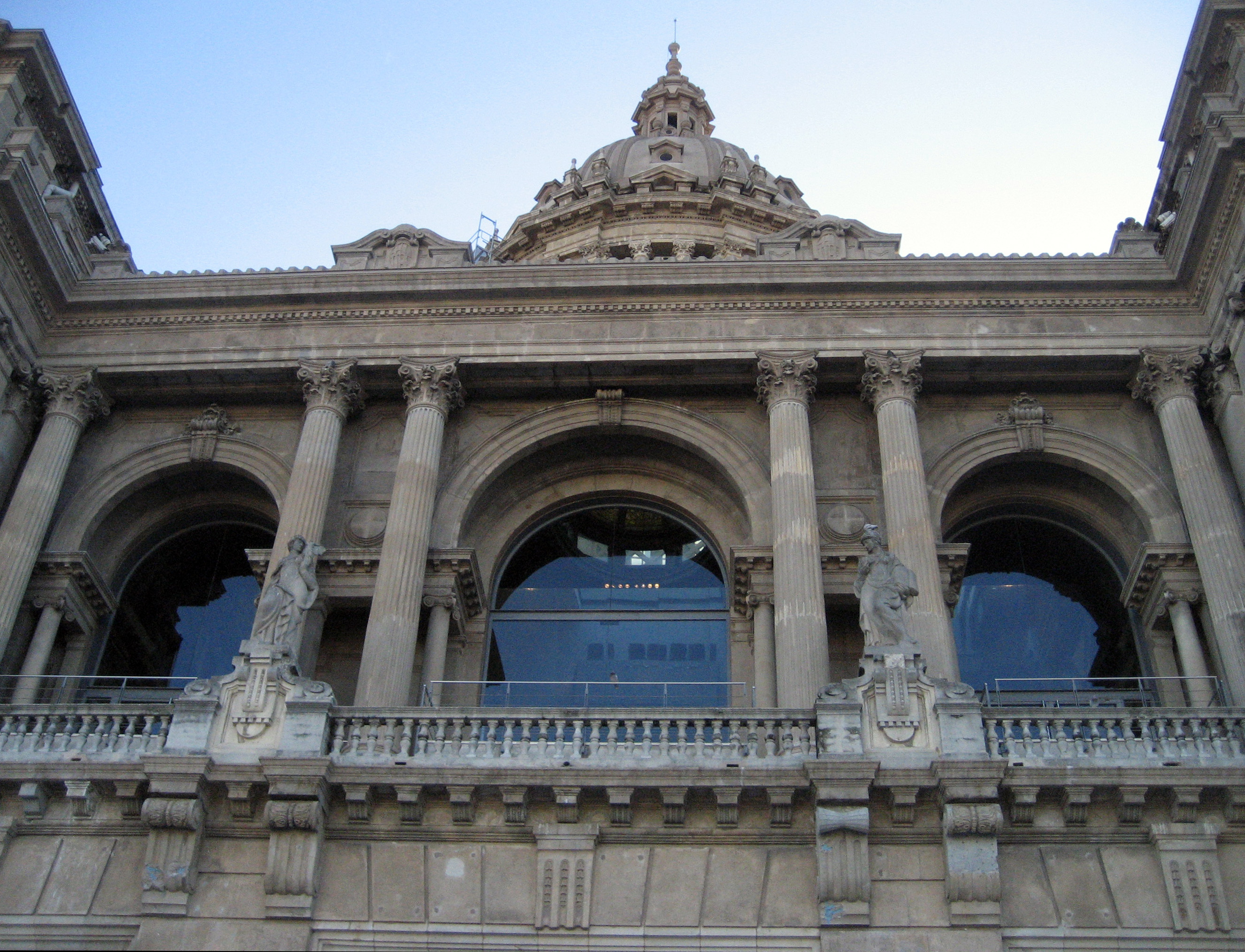
Part central de la façana

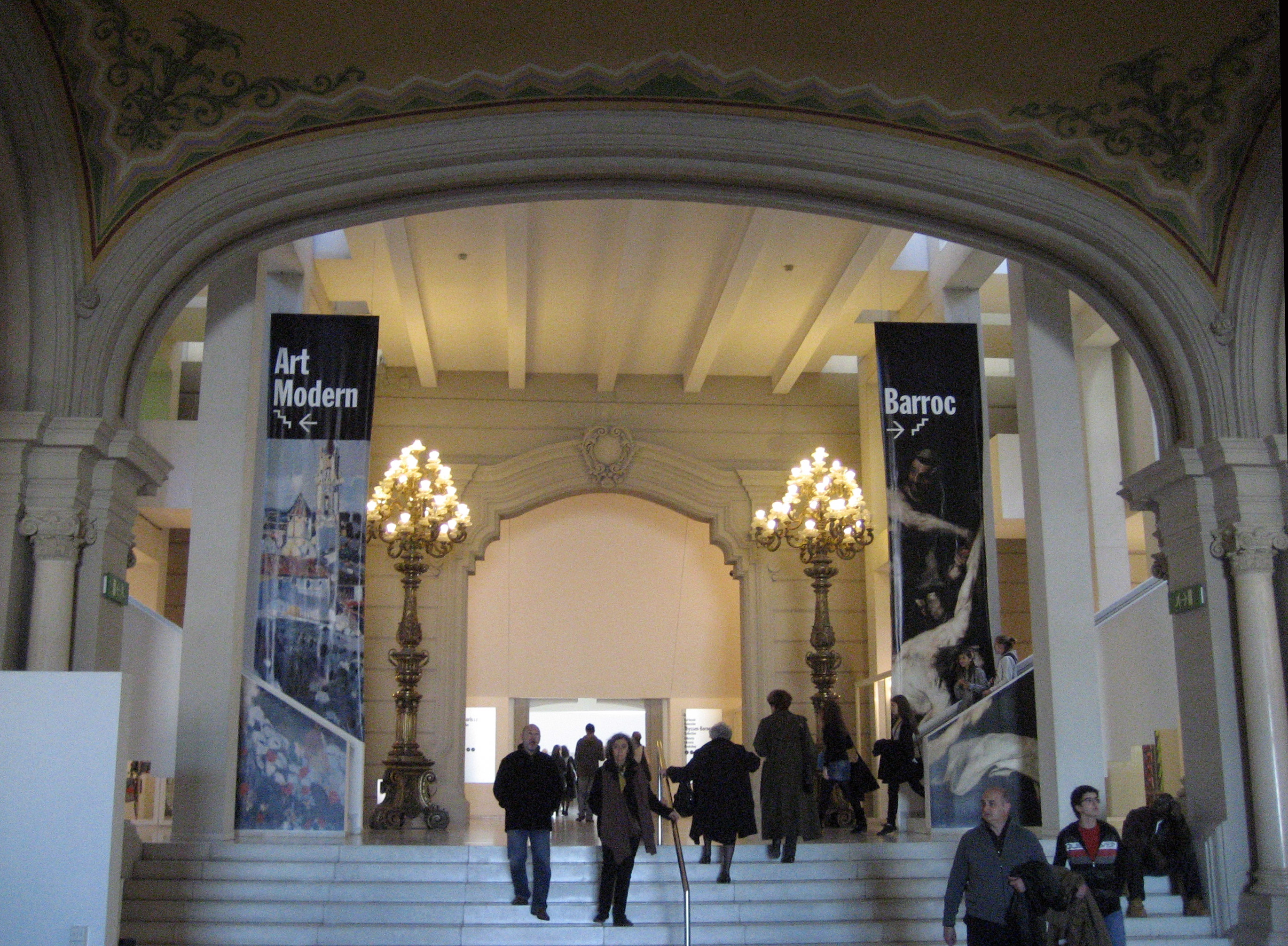
Vestíbul rehabilitat

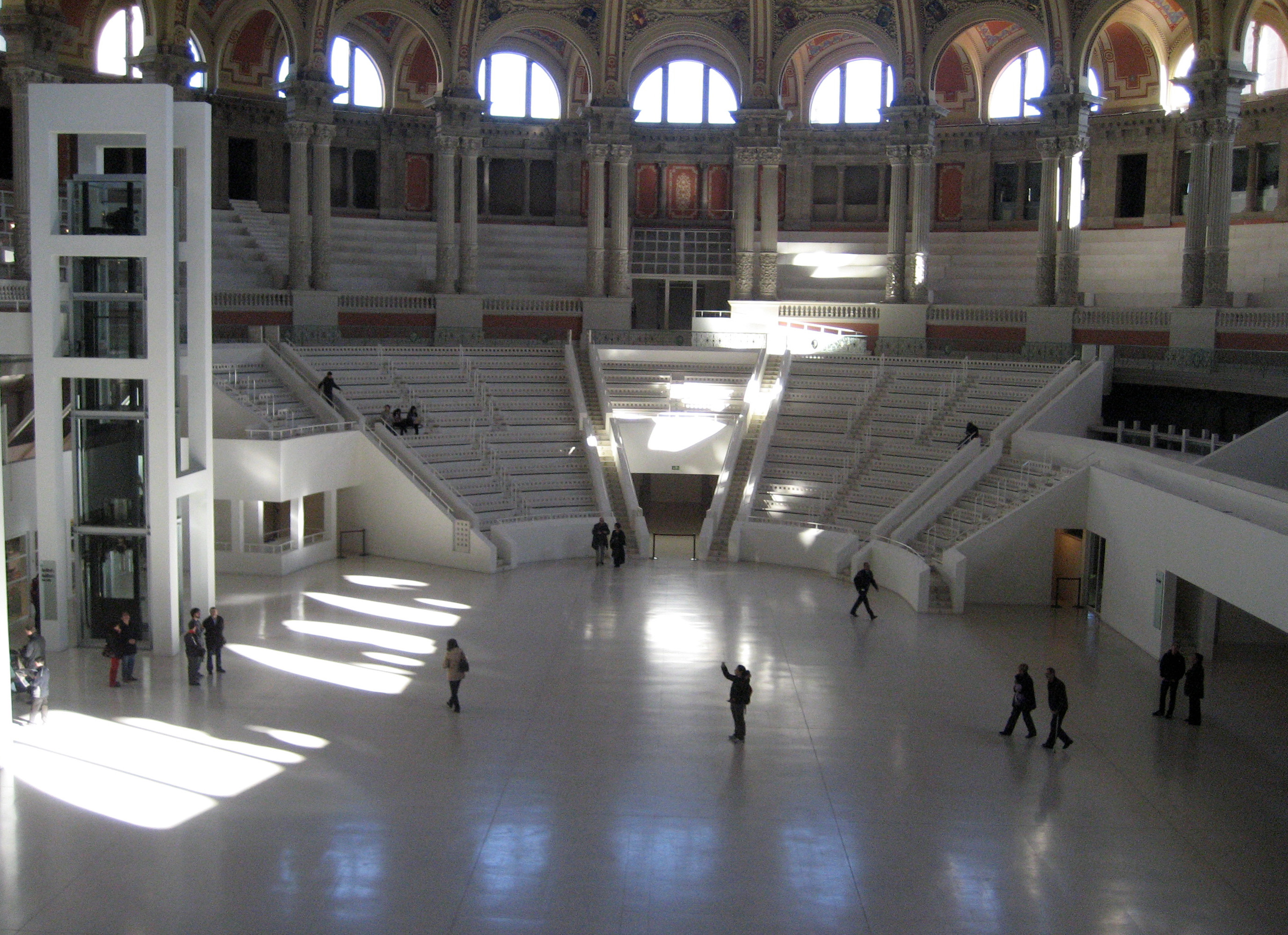
Gran Saló rehabilitat amb graderies noves i ascensors

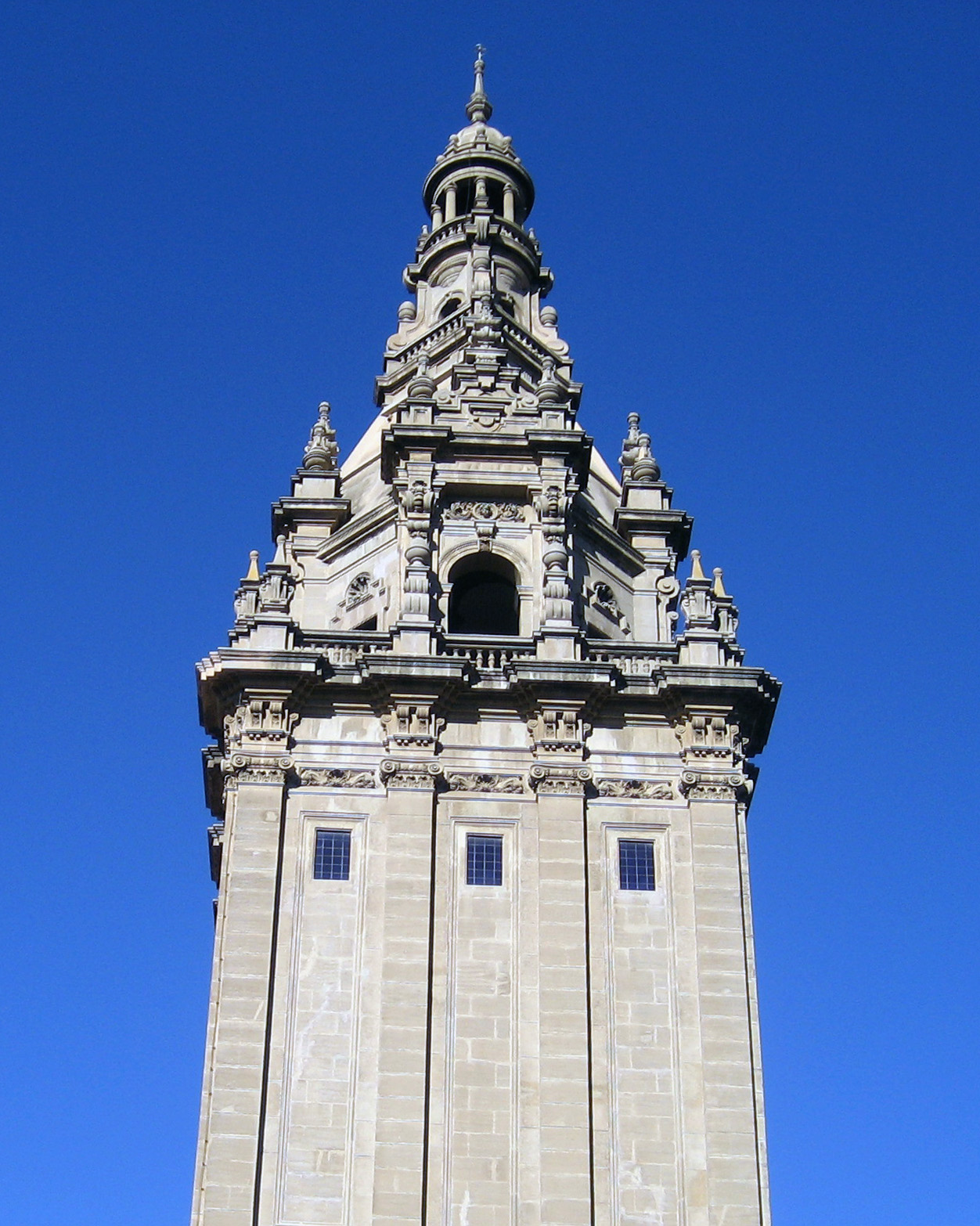
Una de les quatre torres del Palau

Abans de l'Exposició Internacional de 1929, la muntanya de Montjuïc va patir una gran transformació en el marc de la urbanització de tota la zona. Des de mitjan segle xix, s'havien presentat projectes per a la instal·lació d'equipaments públics, ja que la muntanya només s'utilitzava popularment per les fonts, les nombroses parcel·les de propietat privada i la presència de pedreres i, sobretot, la manca de vies de comunicació no en feia gaire agradable la visita. Tanmateix, hi va haver un projecte d'Ildefons Cerdà i un altre de Josep Amargós del 1894, on es proposava convertir la muntanya en una zona residencial. Més tard, en el mateix sentit, hi va haver una altra proposta en el Pla d'Enllaços projectat per Léon Jaussely el 1905. Una altra idea per a la celebració de l'exposició a Montjuïc es va produir el 1909 quan Manuel Vega i March va suggerir que el punt culminant en aquest emplaçament havia de ser «un gran Temple de l'Art, que sigui resum i compendi, el més portentós del nostre saber». Finalment, l'any 1913, es va decidir de realitzar a Montjuïc una Exposició d'Indústries Elèctriques promocionada per les indústries del sector i la incorporació de l'Ajuntament de Barcelona.
De la idea inicial proposada per l'arquitecte Josep Puig i Cadafalch el 1915, mostrava el projecte bàsic d'una gran avinguda central rematada per un gran palau rectangular amb una gran cúpula, a la cúspide de la qual s'havia de trobar una escultura alada representant una «Victòria» envoltada per vuit torres. L'any 1920, aquest mateix arquitecte va dissenyar un projecte detallat de l'anomenat Palau d'Art Antic o Palau del Saber Antic, que tot seguit va passar a denominar-se Palau de les Nacions. Per construir la cúpula es va pensar a utilitzar un sistema de formigonat combinat amb una estructura de cúpula geodèsica. Les obres havien de començar l'octubre de 1923, però el setembre del mateix any, l'arribada al poder del general Miguel Primo de Rivera va comportar la dimissió de Puig i Cadafalch del seu càrrec com a president de la Mancomunitat i també el seu allunyament del projecte de l'Exposició.
Aquest allunyament de Puig i Cadafalch, es va deure a raons polítiques però també econòmiques. En un document anomenat Avance del presupuesto de la Exposición es pot llegir:
| « | Sota el supòsit que la Junta resolgui la qüestió relativa a la construcció del Palau de les Nacions, en el sentit de desistir del primitiu projecte disminuint el mateix en forma que la despesa quedi reduïda a la meitat del projectat, s'ha efectuat un simple avançament de […] nou pressupost. | » |

En aquest pressupost es valorava el Palau en 8.080.000 pessetes. Una altra excusa que va fer servir el nou comitè organitzador per a evitar que continués Puig i Cadafalch va ser el traspàs de la contracta de l'empresa constructora Ingeniería y Construcciones a una nova empresa Construcciones y Pavimentos, que contravenia el plec de condicions aprovat prèviament; així doncs, el nou comitè va decidir suspendre les obres de construcció del palau.

### Concurs del 1924
El 18 de juliol de 1924, l'enginyer Marià Rubió i Bellver, membre de l'organització, i l'advocat J.M. Almirall i Carbó van convocar un concurs de projectes. Hi podien participar tots els arquitectes espanyols, i presentar el projecte individualment o junt amb una proposició d'una empresa constructora; aquesta última opció va ser on quedava englobat el projecte guanyador. Entre els 74 articles que constava el concurs, hi havia el número set, que determinava:
| « | Passat el període de l'Exposició, haurà d'estar destinat a […] quantes manifestacions […] exigeixen un edifici de vastes proporcions. Algunes de les sales secundàries, podran quedar destinades a museu permanent. | » |

Es van presentar deu projectes; un va ser rebutjat, per considerar-ho fora de concurs, el de José María Martín, i se'n seleccionaren nou que es feren públics amb data de gener de 1925. Foren els següents:
1. Benet Guitart i Trulls. Aquest arquitecte era el que tenia el títol d'arquitecte més antic i el seu projecte proposava una estructura de ferro amb un aspecte d'edifici islàmic.
2. Juan Brugera Rogent. Arquitecte madrileny que va presentar una proposta plenament neoclàssica, amb la façana principal composta d'una columnata coríntia i amb una cúpula de 65 m de diàmetre.
3. Salvador Soteras i Taberner. En el seu projecte presentava un palau on la planta baixa no s'hagués vist des de la plaça d'Espanya, ja que estava reduïda al mínim, encara que tenia una cúpula i dues torres altes. Va rebre un accèssit gairebé a títol pòstum, ja que l'arquitecte va morir la primavera de 1925.
4. Rafael Bergamín, Luis Blanco Soler i Ricardo García Guereta. Aquests tres arquitectes pertanyien a l'escola de Madrid i era el que més s'allunyava del projecte primitiu, d'estil clàssic, amb la façana de columnata i frontó; era l'únic que no presentava cúpules ni torres i afegia una façana posterior on anava una realització escultòrica de l'escultor Victorio Macho.
5. Eduardo Fernández Díaz. El projecte d'aquest arquitecte era d'estil neoclàssic amb una cúpula central.
6. Eugenio Cendoya i Enric Catà. Aquest projecte va ser el guanyador. (Es troba descrit més endavant).
7. Nicolau Maria Rubió i Tudurí, Ramon Reventós i Francesc Folguera. El seu disseny intentava d'harmonitzar amb els palaus construïts per Puig i Cadafalch. Com a fet curiós, aquest projecte i el d'Eduardo Fernández van ser els únics que no es van reproduir a la revista Arquitectura, que va publicar els resultats del concurs així com els seus gràfics.
8. Ramon Térmens Mauri. Va ser un dels projectes presentats més dispars amb relació al de Puig i Cadafalch; fins i tot la façana la proposava cap al carrer de l'Estadi i no cap a la plaça d'Espanya, i el Gran Saló tenia una planta cruciforme coberta amb grans voltes i una cúpula central.
9. Jaume Santomà i Mariano Romaní. Aquests dos arquitectes eren els més joves; segons sembla, Romaní encara no havia acabat els seus estudis. La seva proposta es va inspirar clarament en la de Puig i Cadafalch, però amb unes solucions més fàcils de construcció. Van rebre un accèssit.

El resultat guanyador va ser el projecte d'Eugenio Cendoya i Enric Catà i es van concedir dos accèssits als de Salvador Soteras i al de Santomà i Romaní. El president del jurat classificador va ser l'alcalde de Barcelona Darius Rumeu i Freixa, baró de Viver. En el projecte guanyador també va participar el constructor Antoni Montseny, i en algunes publicacions apareix el nom de Pere Domènech i Roura, ja que aquest era el director general de les construccions de l'Exposició. Aquesta és la causa per la qual l'autoria del projecte aparegui de vegades lligada al nom de Domènech i Roura, segons comenta ell mateix:
| « | …vaig ser anomenat inspector […] en cometre l'equivocació d'acceptar aquest càrrec, vaig entendre que la més elemental delicadesa m'obligava a retirar la meva signatura del projecte i separar-me del grup que formàvem en què vaig prestar no menyspreable concurs. | » |

Sobre aquesta mateixa qüestió, també l'arquitecte Enric Catà va dir:
| « | La dignitat de la carrera tal com jo la sento m'ha obligat a unir sempre el meu nom al dels companys Pere Domènech i Eugenio Cendoya en anomenar els arquitectes autors del projecte i directors de les obres del Palau Nacional. | » |

### Projecte executiu
Durant el 1925, els guanyadors del concurs van dissenyar el projecte executiu de l'avantprojecte presentat. Un de les condicions més importants va ser garantir d'acabar l'obra en un temps determinat. Els mecanismes per portar-ho endavant es van basar en la racionalització dels elements arquitectònics cercant una repetició que fes guanyar temps. Tres materials van tenir un gran paper en la construcció: el formigó, la pedra artificial i el ferro. Segons van explicar els mateixos arquitectes la pedra artificial que es va utilitzar es fabricava a peu d'obra i es va realitzar en forma de T per tenir una bona adherència entre les peces als murs on s'aplicava.
Normalment, tots els murs i entramats es van fer amb formigó, i els encofrats perduts es van realitzar amb pedra artificial que ja incorporava la decoració que havia de quedar a la vista. Els sostres plans es van realitzar amb un sistema que consistia en formigó armat amb cassetons que formaven la decoració definitiva. D'aquesta manera, a l'interior s'incloïen les carcasses de ferro, s'omplia amb formigó i formava per un costat el terra d'una planta, i per l'altre la base de guix que ja portava la decoració per al sostre de l'altra planta. Per al vestíbul, les escales i el soterrani es va utilitzar l'anomenada volta catalana amb maons col·locats plans. Entre les peces de pedra artificial fabricades a peu d'obra, es trobaven les setze columnes que sostenen la cúpula central, d'un metre de diàmetre per deu d'alçada; eren buides a l'interior, ja que es van col·locar com a funda sobre l'estructura de ferro i formigó. Cada columna es va fer d'una única peça. L'estructura del Gran Saló, de 46 per 74 m i de 30 m d'alçada, va ser resolta amb un sistema d'encavallades metàl·liques en forma d'arc i recolzades sobre peus de ferro situats prop de tot el perímetre, els quals van ser després coberts amb pedra artificial com si fossin columnes d'estil corinti.
El 30 de juny de 1926, va tenir lloc la col·locació de la primera pedra, amb la presència de diverses autoritats, entre les quals hi havia el president del comitè executiu de l'Exposició, el marqués de Foronda, l'alcalde de Barcelona, baró de Viver, i el director de la construcció, Pere Domènech i Roura.

### L'art a Espanya
L'Exposició Internacional de Barcelona es va organitzar establint tres àrees temàtiques: la indústria, els esports i l'art; aquesta última donà lloc a una gran exposició al Palau Nacional amb el títol El arte en España. Es va elaborar un «Reglamento y garantías de la sección especializada El arte en España. Palacio Nacional», segons el qual el nucli ... serà una demostració, ordenada i suggestiva, de veritables joies històriques, artístiques i arqueològiques, que posin de manifest el passat d'Espanya en forma fins ara no aconseguida per cap país. L'especialista podrà examinar en aquestes instal·lacions objectes autèntics d'inestimable valor; l'erudit contemplarà als nombrosos quadres plàstics d'aquest nucli de l'Exposició de Barcelona tota l'evolució de la raça espanyola i, principalment, la de les seves arts sumptuàries; la gran massa de visitants trobarà representades, en forma atreient que deixarà inoblidable record al seu esperit, notables escenes característiques de la història nacional.
Els organitzadors van escollir obres destacades de la història de l'art, especialment pel seu valor i el seu significat, i les sol·licitaven directament als seus propietaris o també acceptaven les que els eren proposades. Es van reunir unes 5.000 peces de la més diversa índole i procedència provinents de museus, particulars, institucions religioses, arxius i biblioteques de diversos punts d'Espanya. Tot aquest conjunt d'obres es va assegurar en uns 800 milions de pessetes.

L'exposició es va ordenar cronològicament des de l'època de la Hispània romana fins al període d'Isabel II afegint-se, mesos més tard, una part de l'època prehistòrica que es va situar al soterrani. Entre les peces produïdes expressament per a aquest recorregut artístic, hi ha els encàrrecs d'una sèrie de diorames de fets destacats de la història d'Espanya que van realitzar els mateixos artistes que havien intervingut en la decoració del Palau i que es conserven al Museu Nacional d'Art de Catalunya. Els temes finalitzats van ser quinze, una part dels 27 que es planificaren en una primera previsió:
- Recesvint
- Al-mansur
- El desterrament del Cid
- La pintura romànica
- Jaume I plora davant els cadàvers dels germans Montcada
- Alfonx X el Savi
- Pere I el Cruel
- Entrada d'Alfons V a Nàpols
- Arribada de Colom a Barcelona
- Fray Luis de León
- Carles V a Yuste
- Felip II i el duc d'Alba
- Quevedo a les grades de San Felipe
- Carles III
- Inauguració del primer ferrocarril Barcelona-Mataró

### Rehabilitacions
La rapidesa de la construcció i la modèstia dels materials van fer que el 1934 necessités una restauració per a acollir el Museu d'Art de Catalunya, a càrrec de l'arquitecte Ramon Reventós. Les sales de la planta baixa les que van patir una transformació més important, en la qual es van suprimir les decoracions excessives i es van construir murs llisos per a poder penjar les pintures. També es va realitzar una xarxa exterior de recollida d'aigües per a evitar les filtracions d'humitat i es van reparar les fissures aparegudes a les parets. Després de la Guerra Civil Espanyola. l es sales de la planta alta van quedar inutilitzades pels desperfectes ocasionats a les cobertes, que es van reparar durant la rehabilitació realitzada a la dècada del 1960 per a acollir la gran exposició L'art romànic, sota la direcció del director dels museus d'art de Barcelona Joan Ainaud de Lasarte.
Als anys 1980, l'arquitecta italiana Gae Aulenti va ser contractada per solucionar problemes sorgits amb l'exhibició de la gran quantitat d'obres d'art que s'anaven acumulant i per a adaptar els amplis espais interiors, de sostres alts, a les seves funcions com a sales d'exposicions. El 1990, de la mà d'Enric Steegman, s'hi van iniciar diverses obres de rehabilitació, que es van anar realitzant per fases i el museu va anar obrint les col·leccions de manera gradual, de manera que amb motiu dels Jocs Olímpics de 1992 només va poder presentar-se una part del futur museu i la rehabilitació del Gran Saló, on es va celebrar la cerimònia d'inauguració.
L'any 2000 es va iniciar l'última fase de reconstrucció, en la qual va col·laborar l'arquitecte Josep Benedito. El 2003 es va inaugurar una nova sala per a exposicions temporals i es van donar per concloses les obres el 2004, amb una superfície total construïda de 51.600 m² i, 15.300 m² més que l'original. Simultàniament, es van restaurar les cascades d'aigua que hi ha davant del Palau. La inauguració definitiva, a càrrec dels reis Joan Carles I i Sofia de Grècia, es va portar a terme el 16 de desembre de 2004.
L'any 2009 es van iniciar més obres, sota la direcció dels arquitectes Enric Steegman i Joan Ardèvol, amb l'objectiu de restaurar les volades exteriors, així com l'entorn enjardinat, segons explica l'administrador del MNAC:
| « | «Es tracta d'una intervenció estructural definitiva, que consisteix a substituir els elements danyats i fixar les cornises a l'edifici mitjançant barres de titani ocultes a l'estructura» | » |

## Arquitectura
El model del Palau Nacional s'unifica en un estil que a l'època es denominà renaixement espanyol, amb aires d'un classicisme acadèmic; és a dir, l'aposta és el resultat de diferents formes funcionals i procediments constructius, resolt amb el llenguatge tècnic de l'Escola d'Arquitectura de Barcelona de la segona dècada del segle xx, que va ser l'encarregada de garantir les edificacions per a l'Exposició. La construcció també va ser la combinació dels sistemes tradicionals basats en la simetria, clarament exposada en la seva composició, i els procediments per a l'edificació amb materials i tècniques més modernes, com és l'ús d'elements seriats i del formigó.
L'edifici està organitzat en dues plantes: una com a base, i la planta principal amb pilastres dobles que emmarquen uns grans plafons de paret cega. A la part nord-est, compta també amb un soterrani que en el moment de la construcció estava destinat a les cuines. Hi havia un conjunt d'estances que comprenien el saló del Tron, amb les sales per al Rei i la Reina i, a la part anterior de l'edifici, la secció museística. A la part posterior es van col·locar la zona de festes i una petita sala de te, o restaurant, ubicada al cos que sobresurt darrere el Gran Saló. La façana consta d'un cos central que sobresurt i dos cossos laterals: el central està coronat per una gran cúpula, que recorda la catedral de Saint Paul de Londres o la de la basílica de Sant Pere del Vaticà, amb dues cúpules més petites a tots dos costats. Als quatre angles, en la part que correspon al Gran Saló, es troben unes torres que guarden una certa semblança amb les de la catedral de Santiago de Compostel·la i la Giralda de Sevilla.

### Decoració interior
En el projecte dels arquitectes del Palau es consideraven elements decoratius arquitectònics com ara columnes, frontons o motllures, però també van realitzar-se les decoracions interiors que consistien en pintures murals i escultures. Tota la part ornamental d'aquests espais va dependre del comitè organitzador de l'Exposició, i es va concedir una dotació addicional d'1.200.000 pessetes. L'encarregat de la direcció del projecte va ser Lluís Plandiura, comissari de Belles Arts de l'Exposició. Els encàrrecs van començar durant l'hivern de 1928; per tant, els artistes van tenir només uns tres mesos per a la realització dels seus treballs. L'estil de les obres artístiques pertanyia al corrent que en aquella època predominava a Catalunya, l'anomenat noucentisme, que especialment es van manifestar a la cúpula principal, les cúpules menors, el Saló del Tron, el Gran Saló i la Sala de Te.

### Gran Saló
Després del vestíbul hi ha el Gran Saló o Saló Oval, que a causa de la seva gran dimensió va ser pensat per a ser utilitzat en grans esdeveniments, des de la cerimònia oficial de la inauguració de l'Exposició, presidida per Alfons XIII i la reina Victòria Eugènia, fins, per exemple, concerts, balls de gala o congressos. Té un espai lliure útil de 2.300 m², a més a més d'una graderia amb una capacitat per a unes 1.300 persones. Es troba cobert per una gran volta oval revestida per cassetons, i unes grans columnes dominen la decoració, columnes que tenen el fust adornat amb elements grotescs d'estil renaixentista. La pintura és senzilla i consta de sanefes i uns adorns vegetals força lleugers col·locats a tots els arcs i perfils de les voltes que formen.
Un altre element pictòric del saló són els 56 petits escuts que omplen els espais entre els arcs i que representen les cinquanta províncies espanyoles existents el 1929; els sis escuts restants contenen instruments musicals i estan col·locats a la part on hi ha l'orgue. Va ser fabricat per la casa alemanya Walcker i Cia, fundada per Eberhard Frederich Walcker el 1820; els mecanismes eren tots elèctrics i constava de 154 registres repartits en cinc teclats i un pedaler de 32 notes amb més de 10.000 tubs flautats. El professor Alfred Sittard el va inaugurar el 6 de juliol de 1929, i va ser restaurat i ampliat el 1955, afegint 2.500 tubs més als originals. Amb aquesta ampliació, l'orgue, de 34 m per 11 d'altura, va passar a tenir sis teclats.

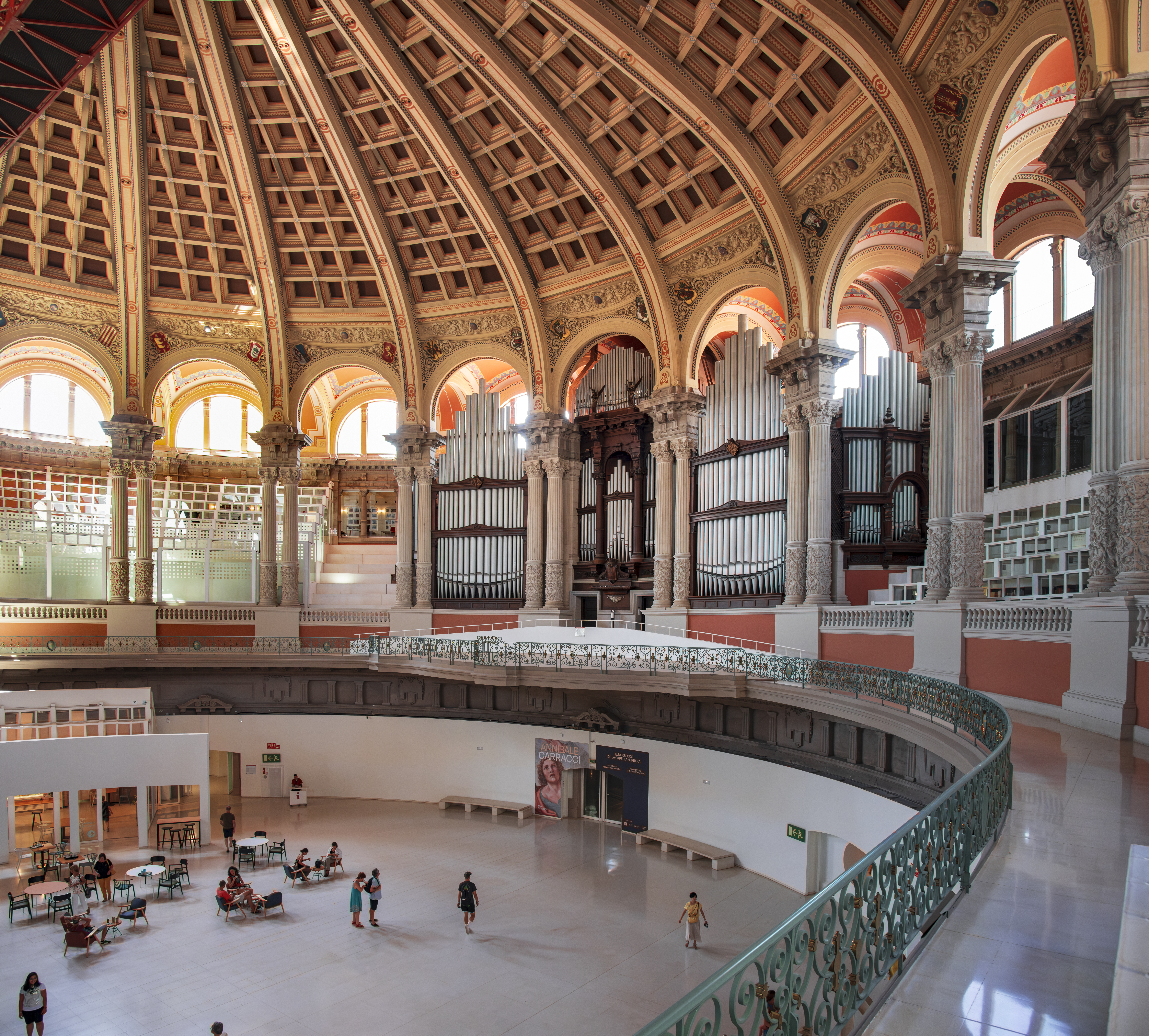
Part sud-oest del Gran Saló
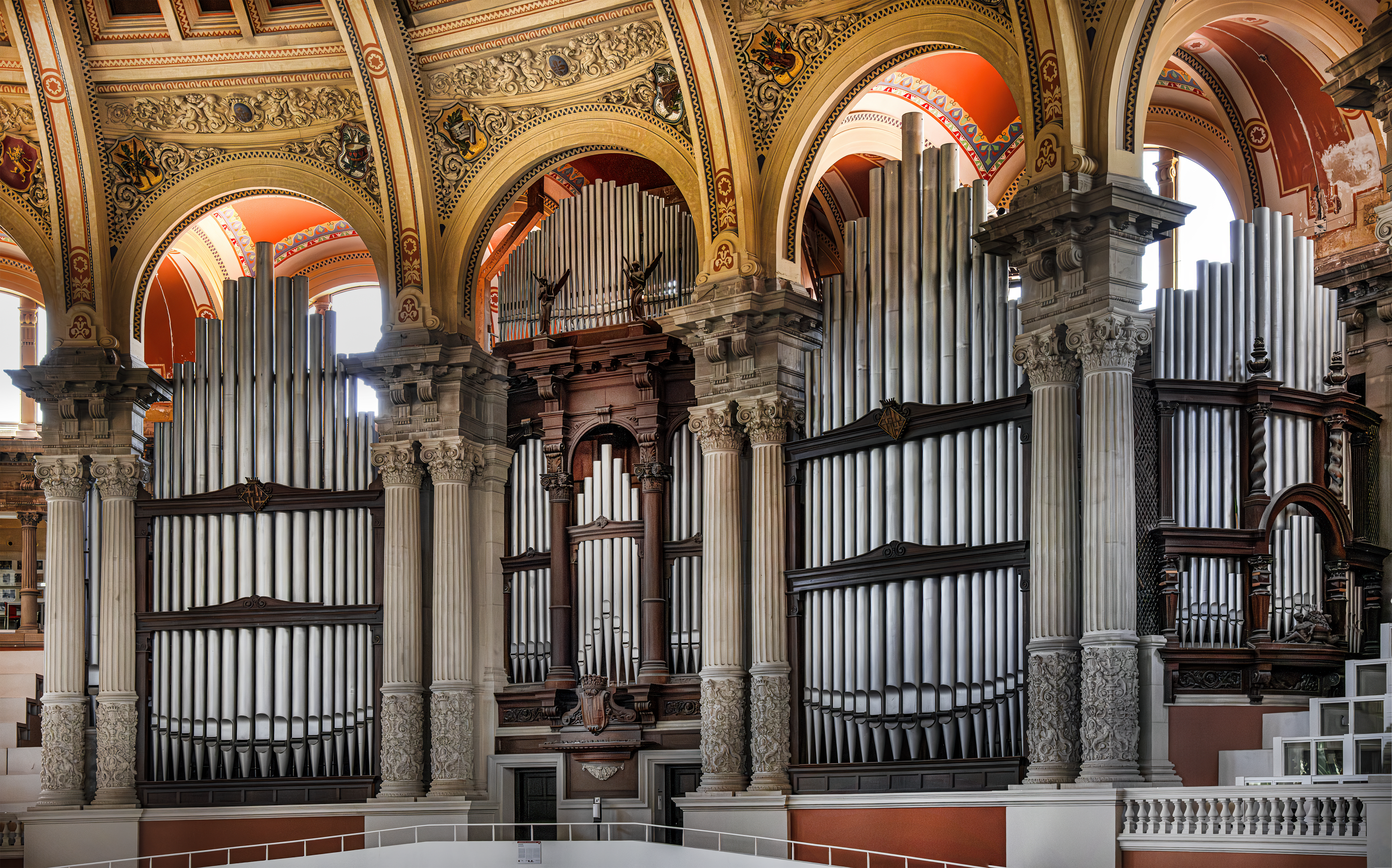
Orgue monumental del Palau Nacional
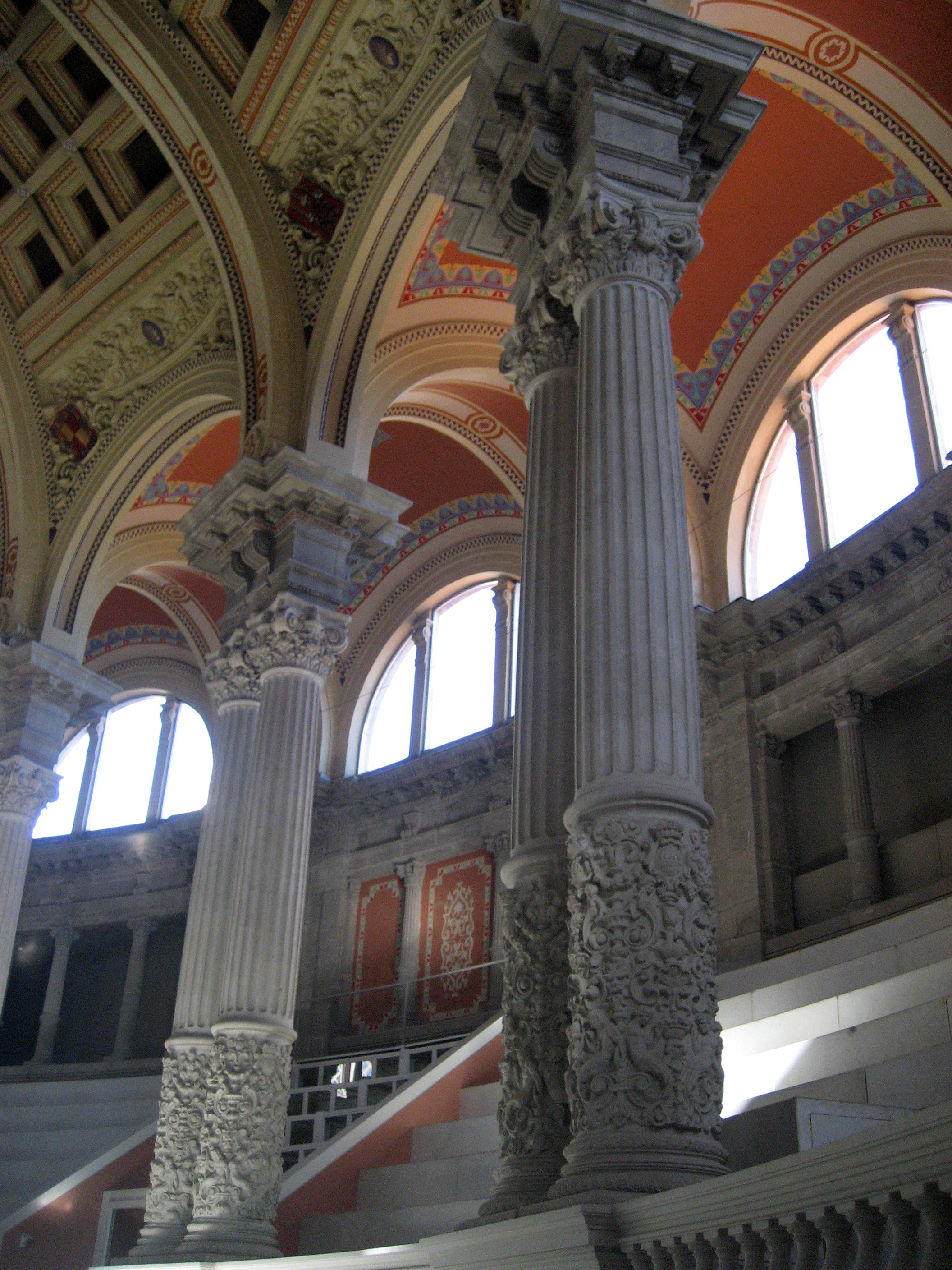
Decoració interior del Gran Saló

### Saló del Tron
Aquest saló, anomenat també sala de conferències o d'actes, és el que es va decorar amb materials més nobles; totes les seves parets estan revestides amb diferents marbres de colors que formen uns dibuixos geomètrics. Sobre el tron, col·locat en ocasió de l'Exposició de 1929, es va encarregar al pintor barceloní Ricard Canals l'execució d'un retrat a l'oli del rei Alfons XIII. Per als seus murs laterals es van pintar unes al·legories referides a l'Exposició de l'any 1888, realitzades per Francesc Labarta, i unes relacionades amb l'Exposició de 1929 que pintà Xavier Nogués. D'altra banda, el pintor Josep Obiols també va participar escenificant en quatre frescs les quatre virtuts cardinals: la Fortitud, la Temprança, la Justícia i la Prudència. Aquestes obres estan col·locades als quatre timpans que hi ha als arcs del saló.

### Cúpula principal
Per a la decoració de la cúpula, Lluís Plandiura va proposar que fos encarregada a uns dels millors artistes catalans de l'època. Així, la part central de la cúpula, d'uns 300 metres quadrats de superfície, va ser realitzada per Francesc d'Assís Galí, que segons el contracte havia de representar … d'una manera apoteòsica, la grandesa d'Espanya, valent-se per fer-ho d'una composició simbòlica, definida en quatre camps: la Religió, la Ciència, les Belles Arts i la Terra
- La religió es va representar amb l'escena de Crist crucificat; als seus costats apareixen les figures d'un màrtir i un àngel, i als seus peus un infidel vençut. En una altra escena apareix representat un mandatari sarraí lliurant les claus d'una ciutat a l'exèrcit cristià.
- El tema dedicat a la ciència espanyola es representa amb l'al·legoria femenina de la geometria i els triomfs de la ciència amb la representació de Miquel Servet i la seva investigació de la circulació de la sang, a Blasco de Garay inventor de la navegació amb rodes de pala i a un àrab de Còrdova observant els astres.
- Les Belles Arts estan representades en una figura d'una dona amb un arc de Sant Martí i una branca de llorer. En el cas de l'arquitectura apareixen dues figures femenines sostenint una maqueta d'un edifici; a més a més, es pot contemplar la representació de la pintura, l'escultura, la literatura i la música.
- La Terra està representada per una figura femenina que sosté la lluna amb una mà, i el sol es troba als seus peus. Hi ha pintats diversos fruits de la terra, amb relació a l'agricultura, la indústria i la ramaderia.[28]

- La cúpula principal, present en quasi tots els projectes que van participar en el concurs de 1924
- Columnes de pedra artificial, que sostenen la cúpula, realitzades a peu d'obra
- Interior de la cúpula, amb frescs de Francesc d'Assís Galí
- Regne de Navarra, de M. Humbert
- La Religió, d'Enric Casanovas

El tambor consta de vuit plafons de pintura representant antigues civilitzacions, realitzades per Josep de Togores i Manuel Humbert. Les petxines les van pintar aquests mateixos artistes, en grisalla i representen les quatre al·legories corresponents als antics regnes de Lleó, Castella, Navarra i la Corona d'Aragó. Sota aquestes petxines, es troben quatre escultures ubicades dins d'unes fornícules, que representen, per una banda, La llei i La força, realitzades per l'escultor Josep Dunyach, i per l'altre, El Treball i La Religió de l'escultor Enric Casanovas.
El 28 de novembre de 2013 es va inaugurar a la cúpula la instal·lació del Mural per a IBM de Joan Miró.

### Focus
Els feixos de llum que produeixen els nou focus, emergents i imposants darrere la silueta del Palau Nacional, han esdevingut una icona de la ciutat, i la Fira de Barcelona els ha integrat en el seu logotip. Obra de Carles Buïgas, els primers projectors es van inaugurar el 1929, al mateix temps que la Font Màgica. Eren d'arc voltaic, amb un diàmetre d'òptica de 940 mm i proudien llum blanca. Durant la Guerra Civil espanyola. els reflectors es feien servir per a detectar els avions enemics que venien a bombardejar la ciutat. Després d'uns anys fora de servei, van tornar a funcionar el 1954, seguint el croquis de Buïgas. A finals dels anys 1970 es van utilitzar per a formar la bandera catalana, però el filtre vermell absorbia el 50% de la llum emesa i el resultat era una bandera de colors molt apagats. El 1980 es van instal·lar llums xenó de 7.000 W i un mirall parabòlic de 650 mm de diàmetre, que emeten una llum blavosa. S'encenen a la nit de dijous a diumenge, de maig a setembre, i la resta de mesos, de divendres a diumenge. També quan hi ha fires importants i en dates assenyalades.